# Sørby
Sørby är en by Tønsbergs kommun i Vestfold fylke i sydöstra Norge. Orten ligger där fylkesväg 3186 möter fylkesväg 3206, väster om Europaväg 18, nordväst om staden Tønsberg.
Tidigare har orten utgjort centralort i dåvarande Våle kommun.